# Khối xương sọ
1. Đường khớp đầu; 2. Xương trán; 3. Xương bướm; 4. Lỗ trên mắt; 5. Hốc mắt; 6. Xương mũi; 7. Xương lệ; 8. Xương gò má; 9. Lỗ dưới mắt; 10. Xương hàm trên; 11. Xương hàm dưới; 12. Mấu nhọn xương thái dương; 13. Lỗ tai ngoài; 14. Mấu sau xương thái dương; 15. Xương thái dương; 16. Xương chẩm; 17. Đường khớp chẩm - thái dương; 18. Xương đỉnh.
Xương đầu của động vật có xương sống và người, cấu tạo từ sụn và (hay) xương, bao bọc và bảo vệ não, chứa nhiều giác quan quan trọng, là nơi bám của các cơ tạo thành phần đầu của hệ hô hấp và tiêu hoá. Trong quá trình tiến hoá, hình dạng XS thay đổi theo sự phát triển của não bộ, các giác quan, các cơ của động vật, và được chia thành hộp sọ và xương mặt.
Ở người, hộp sọ bao quanh não, gồm xương trán,,2 xương thái dương, 2 xương đỉnh, 1 xương chẩm ở phía sau, xương sàng và xương bướm. Xương mặt gồm có xương lá mía, 2 xương gò má, 2 xương lệ, 2 xương mũi, 2 xương khẩu cái, 2 xương xoăn mũi dưới, xương hàm trên và xương hàm dưới. Khoang XS được nối với ống sống qua lỗ chẩm lớn. Các mảnh XS ở người trưởng thành liên kết với nhau bằng các đường khớp đầu. Ở trẻ sơ sinh, tại những chỗ nối các mảnh XS có những phần xương chưa khép kín gọi là thóp (x. Thóp).